# Helm-Moschusochse
Der Helm-Moschusochse (Symbos = Bootherium cavifrons) war eine Hornträger-Art des Pleistozän Nordamerikas und war mit dem Moschusochsen (Ovibos moschatus) verwandt.
Symbos cavifrons wird heute von den meisten Wissenschaftlern für die einzige Art der Gattung Symbos gehalten. Bootherium bombifrons bzw. Bootherium sargenti, die ursprünglich als eigene Arten beschrieben wurden, gelten heute in aller Regel als Weibchen von Symbos cavifrons.

## Verbreitung
Der Helm-Moschusochse existierte vom frühen bis zum spätesten Pleistozän in Nordamerika. Seine Überreste wurden von Alaska im Norden bis zum Mississippi im Süden gefunden. Die ost-westliche Ausdehnung des Verbreitungsgebietes erstreckte sich vom Pazifik bis zum Atlantik. Die meisten Funde stammen allerdings aus Beringia und den östlich zentralen USA. Der Helm-Moschusochse starb vor etwa 10.000 Jahren im Zuge des großen Artensterbens am Ende des Pleistozäns aus.

## Aussehen
Im Grunde ähnelte der Helm-Moschusochse einem heutigen Moschusochsen (Ovibos moschatus), war allerdings deutlich größer und schlanker als dieser. Ein wichtiges Unterscheidungsmerkmal fossiler Funde ist die rauere Oberfläche zwischen den Hornkernen bei Symbos, die auch höher am Schädel ansetzen als bei Ovibos.

## Lebensweise
Helm-Moschusochsen waren an wärmere Bedingungen angepasst als Moschusochsen. Wahrscheinlich bewohnten sie sowohl Steppen als auch Waldgebiete. Sie waren wohl vor allem Grasfresser, dürften sich aber wie Moschusochsen und viele heutige waldbewohnende Hornträger zum Teil auch von Blättern ernährt haben.